# Yubirí Ortega
Yubirí Ortega de Carrizales (Roblecito, Estado Guárico, 1950) es una política e ingeniera venezolana, que ha ocupado diversos cargos en la Administración de Hugo Chávez y que fue Ministra del Poder Popular para el Ambiente y Recursos Naturales de Venezuela, ocupando esa posición desde enero del 2007 cuando sustituye a Jacqueline Faría hasta enero del 2010.

## Biografía
Del 2004 al 2006 fue Presidenta de la empresa de agua del centro Hidrológica del Centro (Hidrocentro). El más reciente cargo de funcionaria en el gabinete de Chávez ocurrió a principios de 2007, cuando comenzó a ocupar la cartera del Ambiente, juramentando el 9 de enero de dicho año.
Debido a motivos de salud, Ortega decide renunciar a su cargo el 28 de enero de 2010 aunque afirma que continuará comprometida con el proceso del presidente Chávez.
Desde 2011 hasta la actualidad es la primera dama del estado Apure

## Vida personal
Está casada con Ramón Carrizalez, exgobernador del estado Apure y exvicepresidente de la República Bolivariana de Venezuela.